# 패트릭 매닝
패트릭 매닝(영어: Patrick Augustus Mervyn Manning 1946년 8월 17일 ~ 2016년 7월 2일)은 트리니다드 토바고의 정치인으로, 두 차례 트리니다드 토바고의 총리를 지냈다.

## 같이 보기
- 조지 맥스웰 리처드
- 트리니다드 토바고의 총리